# Gare de Saint-Macaire
Gare de Saint-Macaire – stacja kolejowa w Saint-Macaire, w departamencie Żyronda, w regionie Nowa Akwitania, we Francji.
Została otwarta w 1855 przez Compagnie des chemins de fer du Midi et du Canal latéral à la Garonne. Jest stacją Société nationale des chemins de fer français (SNCF), obsługiwaną przez pociągi TER Aquitaine.

## Położenie
Znajduje się na wysokości 22 m n.p.m., na 44,411 km linii Bordeaux – Sète, pomiędzy stacjami Langon i Saint-Pierre-d’Aurillac.